# Concert for George
Das Concert for George (englisch für: Konzert für George) fand am 29. November 2002 anlässlich des ersten Todestags von George Harrison in der Londoner Royal Albert Hall statt. Eric Clapton fungierte als Veranstalter und musikalischer Leiter und führte durch das Programm.
Bei dem Konzert traten Freunde und musikalische Weggefährten Harrisons auf. Zusammen mit seinem Sohn Dhani Harrison spielten unter anderem Eric Clapton, Paul McCartney, Ringo Starr, Michael Palin, Jeff Lynne, Gary Brooker, Joe Brown, Sam Brown, Tom Petty und Anoushka Shankar (Tochter von Harrisons Sitarlehrer Ravi Shankar) bei diesem Konzert.

## Ablauf
George Harrisons berühmte zwölfsaitige Rickenbacker-Gitarre aus Beatles-Zeiten war auf der Bühne ausgestellt, dazu ein überdimensionales gerahmtes Foto des Geehrten. Eric Clapton begrüßte das Publikum und gab das Wort weiter an Ravi Shankar. Das Konzert eröffnete mit indischer Musik, als Anoushka Shankar, die Tochter von Ravi Shankar, das Stück Your Eyes spielte. Anschließend spielten Anoushka Shankar und Jeff Lynne Harrisons Komposition The Inner Light, gefolgt von Ravi Shankars extra für diesen Abend geschriebenem Werk Arpan (Sanskrit für „geben“).
Nach einigen Sketchen von Mitgliedern der Komikergruppe Monty Python (Michael Palin, Eric Idle, Terry Jones und Terry Gilliam) gemeinsam mit Neil Innes, Carol Cleveland und als besonderer Gast Tom Hanks, begann der zweite Teil des Konzerts.
Eine All-Star-Band mit Eric Clapton, Dhani Harrison, Jeff Lynne, Albert Lee, Andy Fairweather-Low, Marc Mann (alle: Gitarre), Dave Bronze (E-Bass), Billy Preston, Gary Brooker, Chris Stainton (alle: Keyboards), Jim Horn, Tom Scott (beide: Saxophon), Ray Cooper (Perkussion), Jim Capaldi, Jim Keltner, Henry Spinetti (alle: Schlagzeug) sowie Tessa Niles und Katie Kissoon (Hintergrundgesang) wurde nach einigen Stücken verstärkt durch Ringo Starr (Schlagzeug), der wiederum Paul McCartney (Gitarre, Ukulele, Keyboard) ankündigte. Für einzelne Stücke stießen zudem Klaus Voormann (E-Bass), Jools Holland (Keyboards) und Sam Brown (Lead- und Hintergrundgesang) hinzu. Als Leadsänger der Stammband traten abwechselnd Eric Clapton, Jeff Lynne, Gary Brooker, Billy Preston, Ringo Starr, Paul McCartney und Sam Brown in Erscheinung. Eigenständige Auftritte hatten Tom Petty & The Heartbreakers, verstärkt durch Jeff Lynne, sowie Joe Brown und seine Band, verstärkt durch Andy Fairweather-Low.
Die Stücke stammten aus allen Epochen des Musikers von den Beatles bis zu den Traveling Wilburys, darunter Clapton und Billy Preston mit Isn’t It a Pity, Ringo Starr mit dem gemeinsam mit Harrison geschriebenen Photograph, Paul McCartney sang zur Ukulele Something, Preston gospelartig My Sweet Lord. Bei While My Guitar Gently Weeps spielten mit McCartney, Clapton und Starr die drei noch verbliebenen Musiker der Originalaufnahme. Nach einem Intermezzo beim „The Prince’s Trust Concert“ im Jahre 1987 spielten sie hier zum zweiten Male wiedervereint.

## Hintergründe
Harrisons Freund Bob Dylan konnte nicht teilnehmen, da dessen Tournee-Vertrag einen Gebietsschutz für die USA und Großbritannien enthielt. Deshalb spielte er ein paar Wochen vor dem Concert for George bei seinem Konzert im „Madison Square Garden“ am 11. November 2002 Harrisons Komposition Something als Hommage. Er kündigte das Stück an mit den Worten:

“[…] there’s a tribute going on in this next week or the week after us, over in England, for George Harrison and ah you know there’s all kinds of people in it… I’m not quite sure who, but ah we can’t make it and I just wanted to do this song in rememberence of George cos we were such good buddies.”

„[…] Nächste oder übernächste Woche findet drüben in England eine Veranstaltung zu Ehren von George Harrison statt und es werden alle möglichen Leute daran teilnehmen… Ich weiß nicht genau wer, aber ich kann nicht dabei sein und ich möchte dieses Lied im Andenken an George spielen, weil wir wirklich gute Freunde waren.“

Der Bassist Klaus Voormann zeigte sich in seiner Autobiografie verstimmt darüber, dass ihm für die Stammband der jüngere Dave Bronze vorgezogen wurde. Bronze war der Einzige der beteiligten Musiker, der zu Lebzeiten Harrisons nie mit diesem zusammen gespielt hatte.
Die Präsentation von Harrisons letztem Lied Horse to the Water durch Jools Holland und Sam Brown ist nur im offiziellen Film des Konzerts enthalten, jedoch nicht auf der CD.

## Veröffentlichungen
Von dem Konzert wurde ein Dokumentarfilm Concert for George erstellt. Unter der Leitung des Regisseurs David Leland und des Kameramanns Chris Menges wurde in diskreter Weise mit „unaufdringlichen Kameras“ aus über zwölf Positionen das Konzert aufgenommen – unter Berücksichtigung des intimen Charakters des Konzerts. Im Oktober 2003 kam der Film in ausgewählte Kinos, zunächst in den Vereinigten Staaten, kurz darauf im Vereinigten Königreich. Dem folgte eine DVD-Veröffentlichung im November 2003. Der Film erhielt im Jahr 2005 den Grammy-Preis des Best Long Form Music Video. Im März 2012 wurde der Film als Blu-ray wiederveröffentlicht. Eine „remastered“ Version des Films kam Anfang 2018 als Blu-ray und DVD in den Handel.
Zeitgleich mit der erstmaligen Veröffentlichung des Dokumentarfilms auf DVD wurde im November 2003 der Soundtrack als CD-Doppel-Album unter dem Titel Concert for George veröffentlicht, produziert von Jeff Lynne. Wie auch der Film, kamen Anfang 2018 „remastered“ Audio-Formate in den Handel, darunter erstmals als „Vinyl“ in einer vierteiligen Schallplatten-Box. Die „remastered“ Film- und Audio-Veröffentlichungen des Jahres 2018 werden unter dem Titel The New Configurations vermarktet.

## Auszeichnungen für Musikverkäufe
Weltweit wurde das Videoalbum Concert for George mit 12× Platin und 1× Diamant ausgezeichnet und verkaufte sich den Quellenangaben zufolge mehr als 1,1 Millionen Mal.

| Land/Region                  | Auszeichnungen für Musikverkäufe (Land/Region, Auszeichnung, Verkäufe) | Verkäufe  |
| ---------------------------- | ---------------------------------------------------------------------- | --------- |
| Australien (ARIA)            | 5× Platin                                                              | 75.000    |
| Kanada (MC)                  | 3× Platin                                                              | 30.000    |
| Neuseeland (RMNZ)            | 3× Platin                                                              | 15.000    |
| Vereinigte Staaten (RIAA)    | Diamant                                                                | 1.000.000 |
| Vereinigtes Königreich (BPI) | Platin                                                                 | 50.000    |
| Insgesamt                    | 12× Platin · 1× Diamant ·                                              | 1.170.000 |